# Yosuke Kamigata
Yosuke Kamigata (上形 洋介 Kamigata Yosuke?, nacido el 25 de septiembre de 1992 en Tokio) es un futbolista japonés que se desempeña como delantero.

## Trayectoria

### Clubes
| Club             | País  | Año    |
| ---------------- | ----- | ------ |
| V-Varen Nagasaki | Japón | 2015   |
| Tochigi SC       | Japón | 2016 - |

## Estadística de carrera

### J. League
| Club             | Año   | J. League | J. League | Copa J. League | Copa J. League | Total | Total |
| Club             | Año   | Part.     | Goles     | Part.          | Goles          | Part. | Goles |
| ---------------- | ----- | --------- | --------- | -------------- | -------------- | ----- | ----- |
| V-Varen Nagasaki | 2015  | 9         | 2         | -              | -              | 9     | 2     |
| Tochigi SC       | 2016  | 20        | 2         | -              | -              | 20    | 2     |
| Tochigi SC       | 2017  | 18        | 4         | -              | -              | 18    | 4     |
| Total            | Total | 47        | 8         | 0              | 0              | 47    | 8     |